# Eremulus
Eremulus – rodzaj roztoczy z kohorty mechowców i rodziny Eremulidae.
Rodzaj ten został opisany w 1908 roku przez Antonia Berlesego. Gatunkiem typowym wyznaczono Eremulus flagellifer.
Mechowce te mają silnie zbliżone do siebie szczeciny interlamellarne i delikatnie punktowane prodorsum. Ich sensilusy są biczykowate, a bruzda dorsosejugalna jest prosta. Tarczki genitalne i analne są szeroko rozdzielone, a na wentralnej znajduje się powyżej 4 szczecin. Szczeciny notogastralne występują w liczbie 11 par, genitalne 6 par, aggenitalne 3 pary, analne 2 par, a adanalne 3 par. Odnóża są jednopalczaste.
Rodzaj kosmopolityczny. W Europie występują 4 gatunki.
Należą tu 34 opisane gatunki:
- Eremulus adami Balogh y Mahunka, 1966
- Eremulus africanus Balogh, 1958
- Eremulus antis Poltavskaja, 1987
- Eremulus arabicus Mahunka, 2009
- Eremulus australis Wen, 1988
- Eremulus avenifer Berlese, 1913
- Eremulus baliensis Hammer, 1982
- Eremulus berlesei Mahunka, 1977
- Eremulus brasiliensis Pére-Íñigo y Baggio, 1985
- Eremulus cingulatus Jacot, 1937
- Eremulus clavatoflagellatus Lombardini, 1963
- Eremulus crispus Hammer, 1958
- Eremulus csuzdii Mahunka y Mahunka-Papp, 2009
- Eremulus curviseta Hammer, 1971
- Eremulus densus Hammer, 1979
- Eremulus elegans Gordeeva, 1987
- Eremulus flagellifer Berlese, 1908
- Eremulus foveolaltus Hammer, 1962
- Eremulus hastatus Hammer, 1961
- Eremulus indicus Sanyal, Saha y Chakraborty, 2008
- Eremulus jyotsnai Sarkar, 1991
- Eremulus lanceocrinus Balogh, 1958
- Eremulus monstrosus Hammer, 1972
- Eremulus nigrisetosus Hammer, 1958
- Eremulus pectinatus Jacot, 1937
- Eremulus pilipinus Corpuz-Raros, 1979
- Eremulus renukae Sanyal, 1992
- Eremulus rigidisetus Balogh y Mahunka, 1969
- Eremulus rimosus Tseng, 1982
- Eremulus serratus Hammer, 1966
- Eremulus spindleformis Ermilov et Hugo-Coetzee, 2012[5]
- Eremulus spinifer Woolley e Higgins, 1963
- Eremulus spinosus Ermilov et Anichkin, 2011[6]
- Eremulus southafricanensis Ermilov et Hugo-Coetzee, 2012[5]
- Eremulus tenuis Hammer, 1979
- Eremulus translamellatus Balogh y Mahunka, 1969
- Eremulus truncatus Hammer, 1971